# اندیس تکنار
تکنار یک اندیس فلزی است که در حوالی شهر دیهوک استان خراسان قرار دارد و مادهٔ معدنی موجود در آن، طلا است.  